# Биолошко ратовање
Биолошко ратовање је употреба било ког патогена (бактерије, вируса, или неког другог организма који доводи до болести) као биолошког оружја у рату. </ref>.Употреба неживих токсичних производа, чак и ако су их произвели живи организми (на пример, токсини), се сматра хемијским ратовањем по Конвенцији о хемијском оружју. Разлог коришћења биолошког оружја може бити да убије или онеспособи непријатеља.
Прављење и складиштење биолошког оружја је учињено илегалним Конвенцијом о биолошком оружју из 1972, коју је потписало преко 100 земаља. Разлог за ову конвенцију је спречавање разарајућег утицаја успешног биолошког напада, који би могао да исходује смрћу милиона или чак милијарди људи. Необично је да конвенција забрањује само прављење и складиштење, али не и употребу овог оружја. Међутим, међу војним аналитичарима постоји консензус да, осим у контексту биотероризма, биолошко оружје нема велику војну примену. Главни недостатак биолошког оружја као тактичког оружја је што би били потребни дани да постане ефективно, и стога за разлику од нуклеарног или хемијског оружја не би тренутно зауставило непријатељске снаге.